# Trude Teige

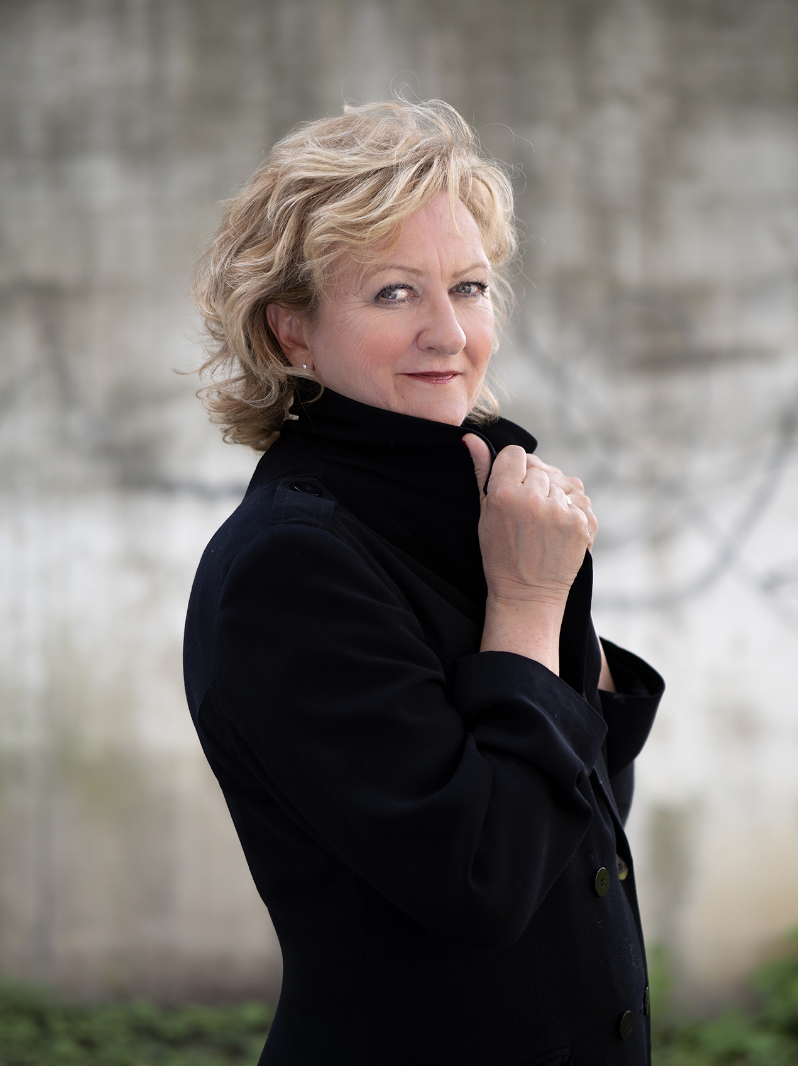
Trude Teige 2021

Trude Teige (* 27. Juni 1960 in Asker) ist eine norwegische Schriftstellerin, Fernsehmoderatorin und Journalistin.

## Leben und Karriere
Nachdem Teige die Schule abgeschlossen hatte, arbeitete sie als Übersetzerin und Journalistin. Sie war beim norwegischen Fernsehen als Nachrichtensprecherin, Reporterin und als Programmmanagerin tätig.
2002 veröffentlichte Teige ihr erstes Buch. Sie verfasste sowohl Krimis, die auf Ereignisse der Vergangenheit Bezug nehmen, als auch historische Romane. In einer von ihr geschriebenen, bekannten Krimireihe ermittelt die Journalistin Kasja Coren verschiedene Verbrechen, mehrere Bücher dieser Reihe wurden auch ins Deutsche übersetzt. In Teiges historischem Roman Als Großmutter im Regen tanzte, der in Norwegen lange auf der Bestsellerliste stand, setzt sie sich mit der norwegisch-deutschen Kriegsgeschichte auseinander und stellt dar, wie die Geschehnisse sich auf die folgende Generation auswirkten. Der Roman handelt von der Liebe der norwegischen Frau Tekla zu dem deutschen Soldaten Otto während der norwegischen Besetzung zwischen 1940 und 1945. Eine Rolle spielt in diesem Buch auch der Massensuizid in Demmin, denn an diesen Ort zieht die jung verheiratete norwegische Protagonistin mit ihrem deutschen Mann, der in Norwegen stationiert war, kurz nach Kriegsende.
Teiges Bücher wurden in mehrere andere Sprachen übersetzt. Als Großmutter im Regen tanzte stand auch in Deutschland auf der Spiegel-Bestsellerliste. Der Folgeroman Und Großvater atmete mit den Wellen erreichte auf dieser Liste im April 2024 direkt den vierten Platz.
Teige hat drei erwachsene Kinder und lebt am Oslofjord.

## Veröffentlichungen (Auswahl)
- Noen vet. Krimi, Aschehoug, Oslo 2009, ISBN 978-82-03-19777-2.
- En hjelpende hånd. Aschehoug, Oslo 2010, ISBN 978-82-525-7633-7.
  - Das Haus, in dem das Böse wohnt. Deutsch von Gabriele Haefs und Andreas Brunstermann. Kriminalroman, Aufbau Digital, Berlin 2023, ISBN 978-3-8412-3007-2.
- Svik. Aschehoug, Oslo 2015, ISBN 978-82-03-35878-4.
  - Totensommer – Kasja Coren. Deutsch von Chris Nonnast, Kriminalroman, Aufbau Verlag, Berlin 2020, ISBN 978-3-96105-120-5.
- Jenta som sluttet å snake. Aschehoug, Oslo 2014, ISBN 978-82-03-35766-4.
  - Das Mädchen, das schwieg. Deutsch von Gabriele Haefs und Andreas Brunstermann, Kriminalroman, Aufbau Taschenbuch, Berlin 2017, ISBN 978-3-7466-3291-9.
- Pasienten. Aschehoug, Oslo 2018, ISBN 978-82-03-36316-0.
  - Die Frau, die verschwand. Deutsch von Gabriele Haefs und Andreas Brunstermann. Aufbau Verlag, Berlin 2021, ISBN 978-3-96105-119-9.
- Aldi tigri. Aschehoug, Oslo 2019, ISBN 978-82-03-36479-2.
  - Der Mann, der nicht vergessen konnte. Deutsch von Gabriele Haefs und Andreas Brunstermann. Kriminalroman, Aufbau Verlag, Berlin 2021, ISBN 978-3-96105-340-7.
- Mormor danset i renget. Aschehoug, Oslo 2015, ISBN 978-82-525-8604-6.
  - Als Großmutter im Regen tanzte. Deutsch von Günther Frauenlob, Roman, S. Fischer Verlag, Frankfurt 2023, ISBN 978-3-949465-12-3.
- Morfar pustet med havet. Aschehoug, Oslo 2021, ISBN 978-82-03-36923-0.
  - Und Großvater atmete mit den Wellen. Deutsch von Günther Frauenlob, Roman, Fischer Verlag, Frankfurt 2024, ISBN 978-3-949465-14-7.
- Løgnere. Aschehoug, Oslo 2022, ISBN 978-82-525-9330-3.
  - Das Haus der Lügen. Deutsch von Gabriele Haefs und Andreas Brunstermann, Kriminalroman, Aufbau Taschenbuchverlag, Berlin 2024, ISBN 978-3-7466-4061-7.